# Skadi Mons
Skadi Mons est une montagne située sur la planète Vénus par 64° N et 4° E dans le massif de Maxwell Montes, au centre d'Ishtar Terra. 

## Description
Skadi Mons est le point culminant du massif de Maxwell Montes et de toute la planète, avec une altitude d'environ 10 700 m au-dessus du rayon moyen de Vénus.
Il a été nommé ainsi par l'Union astronomique internationale en 1994 en hommage à la déesse nordique Skadi.

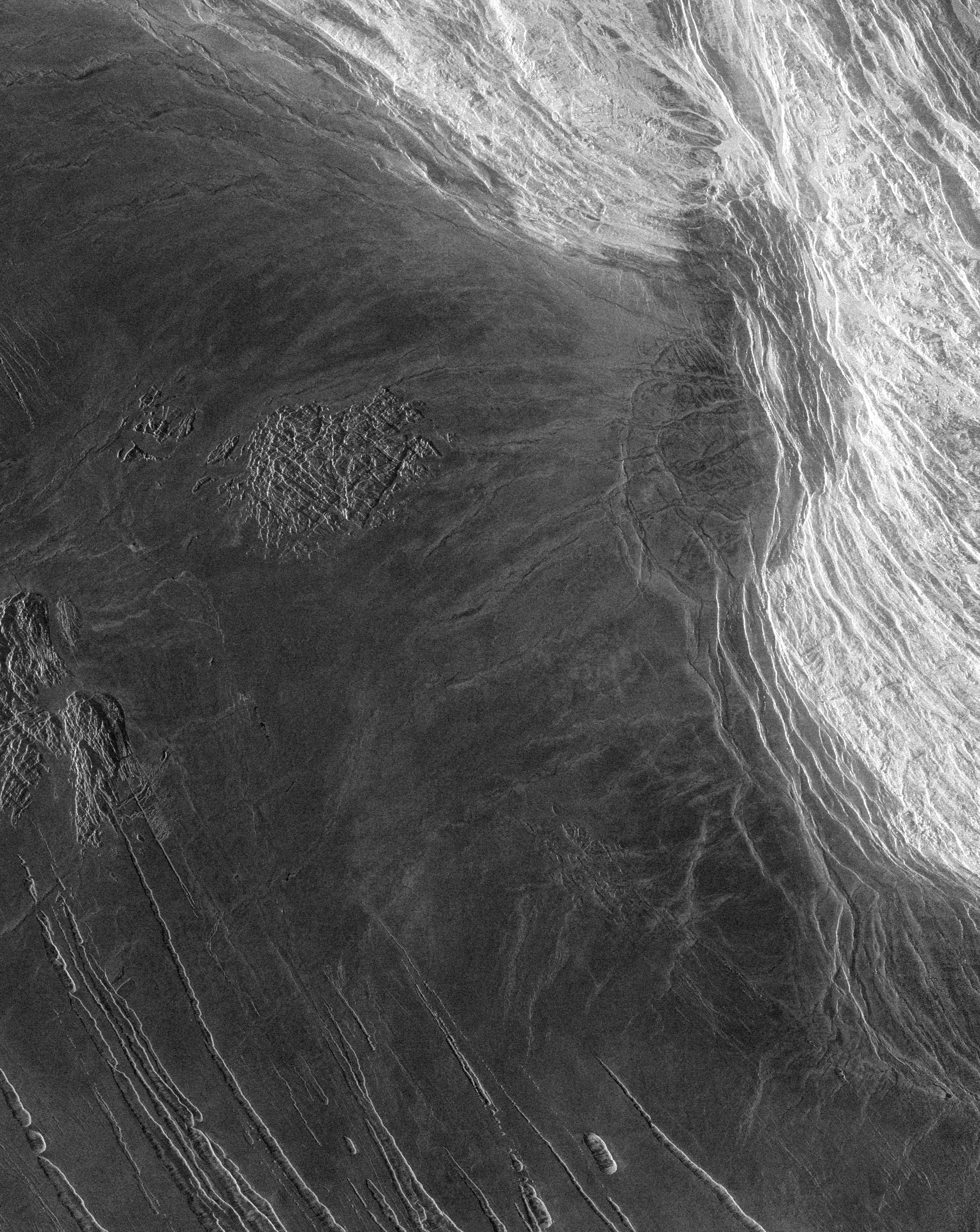
Image radar de Skadi Mons obtenue par la sonde Magellan en 1996.